# Hilvarenbeek
Hilvarenbeek é um município dos Países Baixos, situado na província de Brabante do Norte. Tem 96,51 km² de área e sua população em 2020 foi estimada em 15.617 habitantes.